# Cratolabus insulindicus
Cratolabus insulindicus är en stekelart som först beskrevs av Heinrich 1934.  Cratolabus insulindicus ingår i släktet Cratolabus och familjen brokparasitsteklar. Utöver nominatformen finns också underarten C. i. javanicus.